# Jorunna labialis
Jorunna labialis is een slakkensoort uit de familie van de Discodorididae. De wetenschappelijke naam van de soort is voor het eerst geldig gepubliceerd in 1908 door Eliot.